# Biebuyck

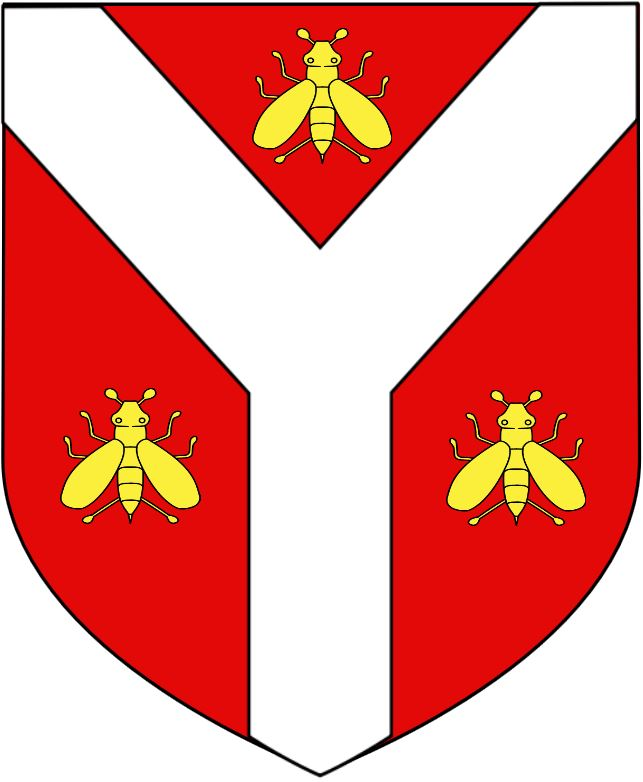
wapen

Biebuyck is een geslacht waarvan leden sinds 1958 tot de Belgische adel behoren.

## Geschiedenis
De bewezen stamreeks begint met Joseph-Louis Biebuyck (†1722) die trouwde in 1713 en die daarmee voor het eerst wordt vermeld. In 1958 werd diens nakomeling Albert Marie Joseph Émile Biebuyck (1879-1966), doctor in de rechten, ere-directeur-generaal bij het Ministerie van Binnenlandse Zaken, enz., verheven in de Belgische erfelijke adel met de persoonlijke tiel van ridder. Op 23 september 1968 volgde verlening van de titel van ridder met overgang bij eerstgeboorte aan diens zoon jhr. Pierre Louis Robert Marie Joseph Ghislain Biebuyck (1911-1980), directeur-generaal van de Federatie van de Handel in Electrische Apparaten, enz. In 1958 vond tegelijkertijd adelsverheffing plaats voor Eugène Victor Marie Joseph Biebuyck (1889-1966), burgerlijk mijnbouwkundig ingenieur, ere-reservemajoor bij de artillerie, broer van de eerste ridder.
Verscheidene leden van het geslacht hebben zich ingezet in zowel de Eerste als de Tweede Wereldoorlog.
Anno 2017 leefden er nog 33 mannelijke telgen, de laatste geboren in 2016.

### Wapenbeschrijvingen
- 1958: Van keel, met gaffel van zilver, vergezeld van drie bijen, verkeerd geplaatst, van goud. Het schild overtopt met een helm van zilver, gekroond, getralied, gehalsband en omboord van goud, gevoerd en gehecht van keel, met dekkleden van keel en van zilver. Helmteken: een bij van het schild. Wapenspreuk: 'Lijk de bie' van zilver, op een losse band van keel. Bovendien voor [de ridder] het schild getopt met een ridderkroon.
- 1968: beschrijving analoog met die van de voorgaande open brieven.

## Enkele telgen
Pierre-Donatien Biebuyck (1800-1884), politicus en voorzitter van de rechtbank van eerste aanleg van Ieper
- Louis Biebuyck (1848-1916), voorzitter van de rechtbank van eerste aanleg van Ieper
  - Dr. Albert ridder Biebuyck (1879-1966), topambtenaar
    - Pierre ridder Biebuyck (1911-1980), directeur-generaal van de Federatie van de Handel in Electrische Apparaten
      - Dr. Marc ridder Biebuyck (1938-2019), Dr in de rechten, lic. in de toegepaste economische wetenschappen
        - Martin ridder Biebuyck (1971), lic. in de rechten, chef de famille

  - Jhr. ir. Eugène Biebuyck (1889-1966), burgerlijk mijnbouwkundig ingenieur

### Adellijke allianties
- Joos de ter Beerst (1946), Lantonnois van Rode (1948: mei en juli), De Bellefroid d'Oudoumont (1950), Gourdet (1958), Schellekens (1963), Mélot (1966), De Borman (1973), Goethals (1976 en 1979), De Crombrugghe de Piquendaele (1979), Coppens d'Eeckenbrugge (1980), Della Faille de Leverghem (1987), Van Innis (1988), De Vaucleroy (1989), De Thomaz de Bossierre (1993), D'Othée (1997), Limpens (2015)